# Liste europäischer Eisenbahngesellschaften

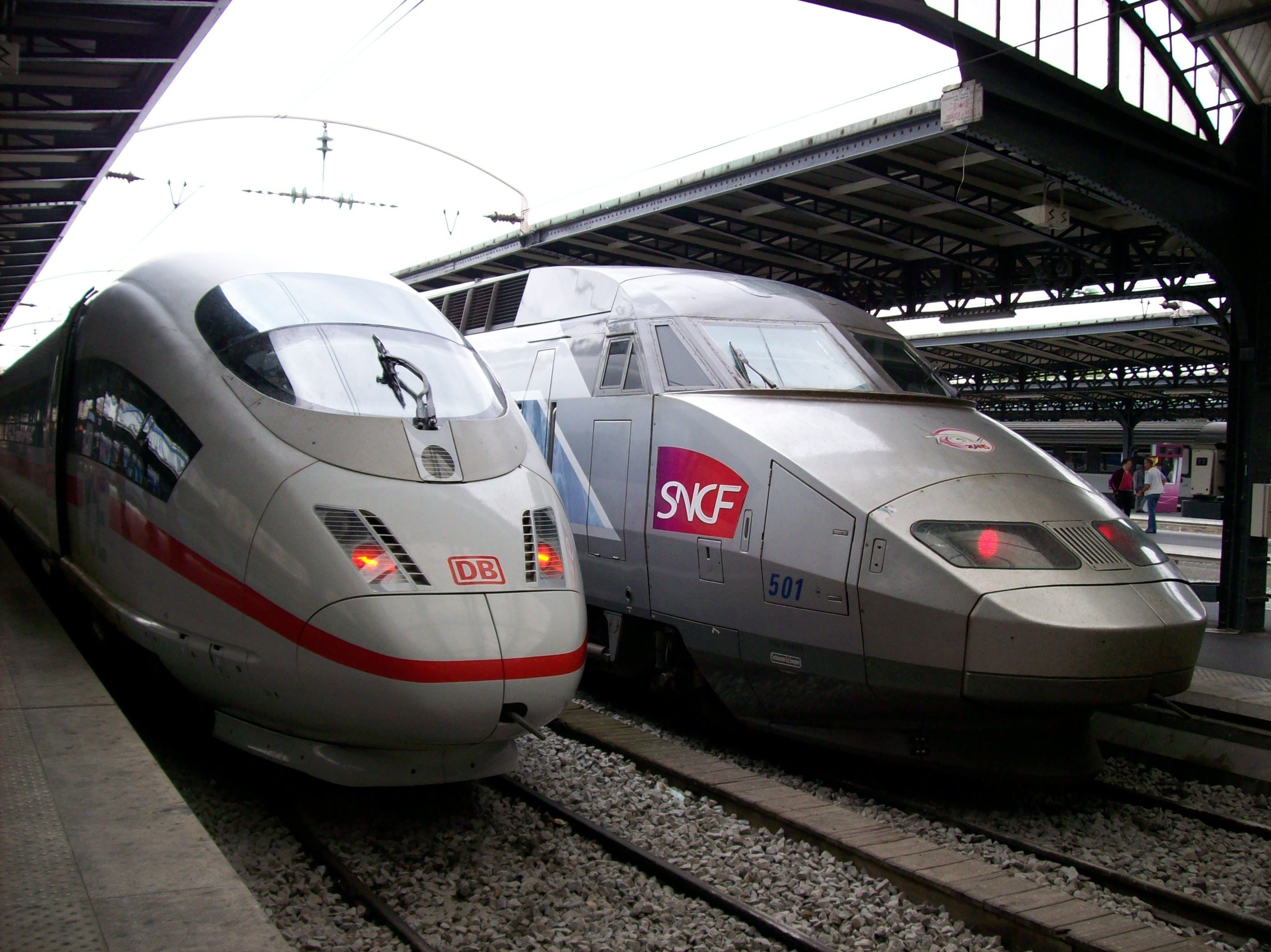
Intercity-Express der DB Fernverkehr AG und TGV der SNCF in Paris Gare de l’Est

Die Liste europäischer Eisenbahngesellschaften beinhaltet eine Übersicht über die Eisenbahnunternehmen, die den Schienenverkehr in Europa durchführen. Der jeweils erste Eintrag ist die (in der Regel privatrechtlich organisierte) Staatsbahn. Viele Bahngesellschaften sind auch in den jeweiligen Nachbarländern aktiv. Wagenmaterial (insbesondere Güterwagen) werden europaweit ausgetauscht.

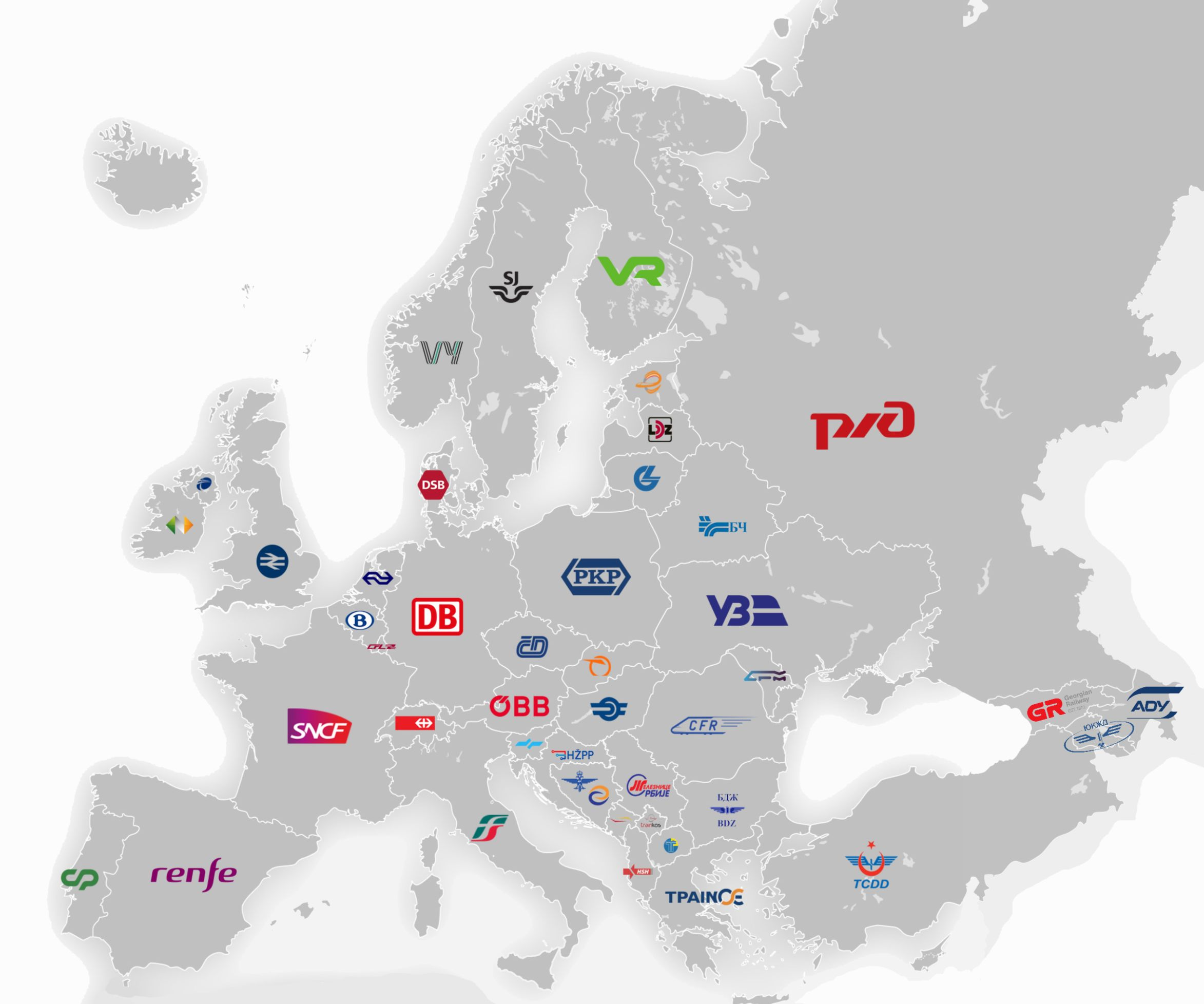
Landkarte der (in der Regel privatrechtlich organisierten) europäischen Staatsbahnen

## Albanien
Hekurudha Shqiptare (HSH)

## Belarus
Belaruskaja tschyhunka (BC)

## Belgien
Nationale Gesellschaft der Belgischen Eisenbahnen (NMBS/SNCB)
Nationale Kleinbahngesellschaft (SNCV)
Crossrail Benelux (XRAIL)
DB Cargo Belgium
Lineas
Railtraxx
Trainsport
Thalys

## Bosnien-Herzegowina
Föderation Bosnien-Herzegowina
Željeznice Federacije Bosne i Hercegovine ZFBH
Republika Srpska
Željeznice Republike Srpske  (ZRS)

## Bulgarien
Bulgarische Eisenbahninfrastrukturgesellschaft
Balgarski Darschawni Schelesnizi (BDŽ)
Bulmarket
DB Cargo Bulgaria
Balgarska Schelesopatna Kompanija

## Estland
Eesti Vabariigi Raudtee (1918–1940)
Eesti Raudtee (EVR)
Go Rail (ehemals EVR Ekspress)
Elron (ehemals Elektriraudtee)
Edelaraudtee (seit 2013 ausschließlich Infrastrukturbetreiberin)
Operail

## Finnland
Fenniarail
Karhulan–Sunilan Rautatie
VR-Yhtymä (VR)

## Frankreich
Société nationale des chemins de fer français (SNCF)
Ligne de Savoie
Chemin de fer du Blanc-Argent BA
Chemins de fer de la Corse CFC
Chemin de Fer de la Rhune CFR
Chemins de fer et transport automobile CFTA
Compagnie du Mont-Blanc CMB
Chemins de fer de Provence CP
DB Cargo France (ehemals ECR)
Européenne de Travaux Ferroviaires EFT
Eurostar
Fret SNCF
Meccoli
Millet Rail / Ouest Rail
Pichenot-Bouillè PB
RATP (Régie Autonome des Transports Parisiens)
Régie Départementale des Transports des Bouches-du-Rhône RDT13
Colas Rail (ehemals Seco-Rail)
Thalys
Travaux du Sud-Ouest TSO
Tramways de la Corrèze (bis 1959)
Compagnie des voies ferrées des Landes VFL
Captrain France (ehemals VFLI)
Ehemalige Gesellschaften (unvollständig)
Chemins de fer d’Alsace et de Lorraine (AL)
Chemins de fer de l’État (ETAT)
Chemins de fer de l’Est (EST)
Chemins de fer de l’Ouest (Ouest)
Chemins de fer du Nord (NORD)
Chemins de fer du Nord-Est (Nord-Est)
Chemins de fer du Midi (Midi)
Chemins de fer de Paris à Lyon et à la Méditerranée (PLM)
Chemin de fer de Paris à Orléans (PO)
Chemins de fer secondaires du Nord-Est (CFS-NE)

## Griechenland
Organismos Sidirodromon Ellados (OSE) (Οργανισμός Σιδηροδρόμων Ελλάδος - ΟΣΕ)
Hellenic Train
Proastiakos
Rail Cargo Logistics – Goldair SA
Ehemalige Gesellschaften (unvollständig)
Thessalische Eisenbahnen

## Irland
Córas Iompair Éireann (CIE)

## Italien
Ferrovie dello Stato (FS)
Trenitalia (TI)
Ferrovia Centrale Umbra (FCU)
Ferrovie del Sud Est (FSE)
Mercitalia
Arenaways
Azienda Mobilità e Trasporti (AMT)
Ferrovie della Sardegna (FdS)
Ferrovie Nord Milano (FNM)
NordCargo
DB Cargo Italia (ehemals Strade Ferrate del Mediterraneo SFM)
Dinazzano Po
Rail Traction Company (RTC)
SAD Nahverkehr AG
SBB Cargo Italia (vormals Swiss Rail Cargo Italy SRCI)
Società subalpina di imprese ferroviarie (SSIF)
Ferrovia Circumetnea (FCE)
Ferrovia Circumvesuviana
Ferrotramviaria (FT)
Ferrovia Adriatico Sangritana (FAS)
Ferrovie Appulo–Lucane (FAL)
Ferrovie della Calabria (FC)
Ferrovie Emilia Romagna (FER)
Ferrovie del Gargano (FG)
Ferrovia Genova–Casella (FGC)
Societa Ferrovia Udine-Cividale (FUC)
Gruppo Torinese Trasporti (GTT)
Italo
MetroCampania NordEst (MCNE)
Metropolitana di Roma S.p.A. Met.Ro (ehemals COTRAL)
Sea Train
Societa per l’Esercizio di Pubblici Servizi SpA SEPSA
Sistemi Territoriali (ST)
Trasporto Ferroviario Toscano (TFT)
Trenord (TN)
Trentino Transporti (TT)
Ehemalige Gesellschaften (unvollständig)
Rete Adriatica Norditalien, Vorläufer der FS
Rete Mediterranea Italien, Vorläufer der FS
Rete Sicula Sizilien / Italien, Vorläufer der FS
Azienda Transporti Consorziali (ATC)
Azienda Transporti Collettivi e Mobilita (ATCM)
Ferrovia Alta Valtellina (FAV)
Ferrovia Bologna-Portomagiore (FBP)
Ferrovia Bologna-Vignola (FBV)
Ferrovie Calabro Lucane (FCL)
Ferrovie Padane (FP)
Ferrovia Parma-Suzzara (FPS)
Ferrovia Suzzara-Ferrara (FSF)
Ferrovia Valle Brembana (FVB)
Mediterranea-Calabro-Lucane (MCL)
Società Nazionale Ferrovie e Tramvie (SNFT)
Strade Ferrate Secondarie della Sardegna (SFSS)

## Kasachstan
Kasachstan Temir Scholy (KTZ)

## Kosovo
Hekurudhat e Kosovës/Kosovske Železnice (HK/KŽ)

## Kroatien
Hrvatske željeznice (HŽ)

## Lettland
Latvijas dzelzceļš LDZ
LDz Cargo
Pasažieru Vilciens PV
Baltijas Tranzita Serviss BTS

## Liechtenstein
Österreichische Bundesbahnen ÖBB

## Litauen
Lietuvos geležinkeliai LTG
LTG Cargo
LTG Link
Gargždų geležinkelis („GG Rail“)
LGC Cargo

## Luxemburg
Société Nationale des Chemins de Fer Luxembourgeois (CFL)
CFL Cargo

## Republik Moldau
Caile Ferate din Moldova (CFM)

## Montenegro
Željeznica Crne Gore a.d. (ŽCG, bis 2008)
Željeznička infrastruktura Crne Gore
Željeznički prevoz Crne Gore
Montecargo
Kombinovani prevoz Montenegro
16. Februar Podgorica

## Niederlande
Nederlandse Spoorwegen (NS)
NedTrain (Reinigung und Instandhaltung von Zügen)
Veolia Transport
Arriva
DB Cargo Nederland
Keolis Nederland
LTE
Connexxion
Crossrail Benelux
Captrain Benelux
Hermes
ProRail (Infrastrukturunternehmen)

## Nordmazedonien
Makedonski železnici MŽ

## Polen

### Gegenwärtige
Polskie Koleje Państwowe (PKP)
PKP Intercity
PKP Szybka Kolej Miejska w Trójmieście
PKP Cargo
PKP Polskie Linie Kolejowe
PKP Linia Hutnicza Szerokotorowa
Polregio
Koleje Mazowieckie
Szybka Kolej Miejska w Warszawie
Warszawska Kolej Dojazdowa
Koleje Śląskie
Koleje Dolnośląskie
DB Cargo Polska
CTL Logistics
Pol-Miedź Trans
Orlen Kolej
Rail Polska
Arriva RP
Górnośląskie Koleje Wąskotorowe (GKW)
Transchem
Captrain Polska
Freightliner PL

### Ehemalige auf dem heutigen Territorium Polens
– chronologisch geordnet nach Inbetriebnahme des ersten Streckenabschnitts –
Warschau-Wiener Eisenbahn
Krakau-Oberschlesische Eisenbahn
Stargard-Posener Eisenbahn
Preußische Ostbahn
K.k. Östliche Staatsbahn
Warschau-Petersburger Eisenbahn
Märkisch-Posener Eisenbahn-Gesellschaft
Marienburg-Mlawkaer Eisenbahn
Orlen Koltrans
weitere verstreut in der Liste ehemaliger deutscher Eisenbahngesellschaften

## Portugal
Comboios de Portugal (CP)
Medway - Transportes e Logística
Fertagus
Captrain Portugal

## Rumänien
Compania Naţională de Căi Ferate CFR
RC CF Trans
CFR Călători
Regiotrans
Interregional Calatori
Transferoviar Călători
Deutsche Bahn Cargo Romania
CFR Marfa
Grup Feroviar Roman
Unicom Tranzit
Cargo Trans Vagon
Vest Trans Rail

## Russland
Rossijskije schelesnyje dorogi (RŽD)
Aeroexpress
Grand Service Express

## Serbien
Železnice Srbije ŽS
Jugoslovenske Železnice ehemalige jugoslawische Bahngesellschaft

## Slowakei
Železničná spoločnosť Slovensko a.s. (ZSSK)
Železničná spoločnosť Cargo Slovakia, a.s. (ZSSK Cargo)
Železnice Slovenskej republiky (ŽSR) (Infrastrukturbetreiber)
Bratislavská regionálna koľajová spoločnost’ (BRKS)
Yosaria Trains

## Slowenien
Slovenske železnice (SŽ)
SŽ Tovorni promet
Adria Transport

## Spanien
Zusätzlich folgende Schmalspurbahngesellschaften:
Ferrocarriles de Vía Estrecha (FEVE)
Ferrocarrils de la Generalitat Valenciana (FGV)
Serveis Ferroviaris de Mallorca (SFM)
Ferrocarril de Sóller (FS)

## Tschechien
České dráhy (ČD)
ČD Cargo (ČDC)
Jindřichohradecké místní dráhy (JHMD)
PKP Cargo International (PCI)
SD – Kolejová doprava (SD-KD)
RegioJet (RJ)
GW Train Regio (GWTR)
METRANS Rail (MTR)
Arriva
DBV-ITL

Železniční společnost Tanvald

Správa železnic (Betrieb der Infrastruktur)
PDV Railway
Leo Express

## Türkei
Türkiye Cumhuriyeti Devlet Demiryolları (TCDD)
TCDD Taşımacılık
Körfez Ulaştırma
İZBAN
Konyaray
Adaray

## Ukraine
Ukrsalisnyzja (UZ)

## Ungarn
Magyar Államvasutak (MÁV)
Győr-Sopron-Ebenfurti Vasút (Raab-Ödenburg-Ebenfurther Eisenbahn) (GySEV)
Budapesti Helyiérdekű Vasút (HÉV)
Magyar Magánvasút (MMV)
DB Cargo Hungária
CER Cargo
Rail Cargo Hungária

## Vereinigtes Königreich

### Isle of Man
- Isle of Man Railway (seit 1873)
- Manx Northern Railway (1879–1905)
- Great Laxey Mining Company Tramway (1854–1935)
- Manx Electric Railway (seit 1899)
- Snaefell Mountain Railway (seit 1895)
- Groundle Glen Railway (seit 1896)
- Douglas Horse Tramway (seit 1876)

### Jersey
- Jersey Railways and Tramways (1870–1936)